# Narathura norda
Narathura norda är en fjärilsart som beskrevs av Evans 1957. Narathura norda ingår i släktet Narathura och familjen juvelvingar. Inga underarter finns listade i Catalogue of Life.